# 永田氏 (高島七頭)
永田氏（ながたし）は、日本の武家。宇多源氏（近江源氏）佐々木氏流高島氏庶流。佐々木信綱の次男高島高信の子・永田胤信を祖とする。近江国高島郡 音羽荘永田より発祥。居城は永田城。高島七頭（西佐々木同名中）の一頭。長田氏とも。

## 概要
永田氏は、近江国の西側（湖西）を根拠地とした高島氏やその庶流の高島七頭のうちの一頭である。ただし、永田氏は庶流が湖東に移住している。
『尊卑分脈』には、長田七郎（永田）胤信から左衛門尉長綱、三郎有綱と続く系統と、同じく胤信から長田四郎（永田）貞綱、四郎長信と続く系統が見える。史料上の初見は建武4年（1337年）8月で、室町幕府の使者として永田四郎信氏が見える。信氏は翌年吉野の南朝勢力追討に近江守護・佐々木道誉から軍勢催促されており、永田氏の惣領であった。そして四郎を名乗っていることから、四郎長信の系統であると考えられる。応永28年（1421年）6月には足利義持が永田上総介の所領を没収している。文明5年（1473年）と同12年（1480年）には、永田弾正忠親綱が音羽荘地頭職を持つ山門山徒の代官となり音羽荘との関係を保った。明応3年（1494年）8月には、永田源次郎が六角高頼から湖東の愛智郡香荘の所務を安堵され、源次郎の子・猿菊は高島郡河上荘内鴨野今新田を「給分」として高頼からあてがわれている。六角氏の被官となった永田氏の庶流は湖東へ商業利権を求め進出した。天文8年（1539年）11月13日には、京都の細川晴元邸を訪れた六角定頼の「相伴衆」として永田刑部少輔景弘が見え、景弘は庶流であると考えられる。一方、湖西にいる永田氏の惣領は永田伊豆守であった。大永4年（1524年）には「河上荘地頭方」として年貢を受け取った永田備中守高弘が確認できる。